# Luthers geboortehuis

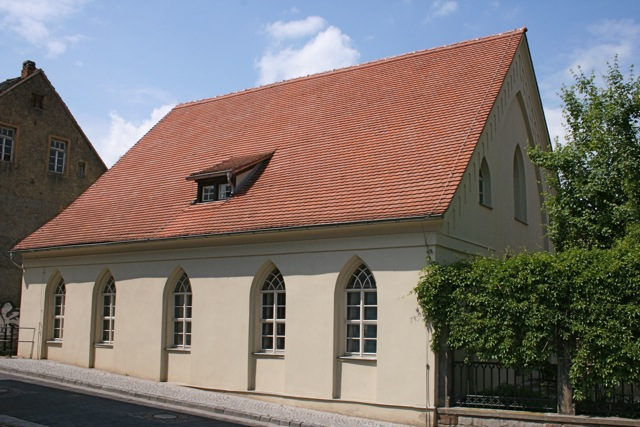
Armenschool

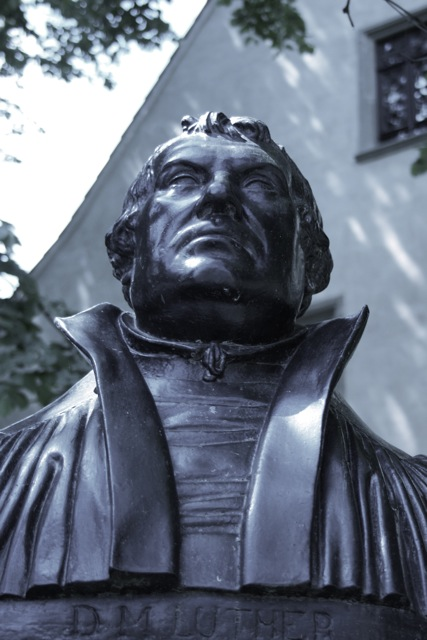
Buste van Luther

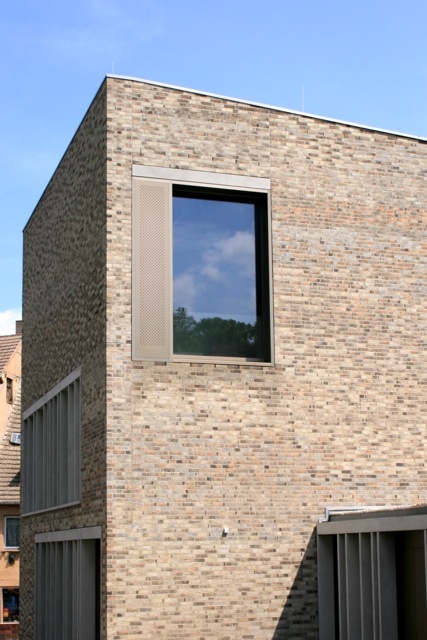
Het nieuwe bezoekerscentrum

Maarten Luthers geboortehuis is de stadswoning en museum aan de Lutherstraße te Eisleben waar 10 november 1483 de reformator Maarten Luther werd geboren. Het huis stamt uit het midden van de vijftiende eeuw en behoort tot de Luthergedenkplaatsen in Eisleben en Wittenberg, die sinds 1996 deel uitmaken van het werelderfgoed van de UNESCO.

## Geschiedenis

### Luther in Eisleben
De ruimte waar Luther op 10 november geboren werd, is waarschijnlijk de kleine kamer op de begane grond. De volgende dag, Sint-Maarten, werd hij gedoopt in de nabijgelegen Petruskerk. Dat hij in Eisleben gedoopt was, was voor Luther de voornaamste band met de stad. Zijn ouders Hans en Margarethe Luder waren kort voor Maartens geboorte gaan wonen in het aanzienlijke huis in wat toen nog de Lange Gasse heette. Zij moeder kwam uit Eisenach, zijn vader was een boerenzoon uit Möhra (gemeente Moorgrund). Voorjaar 1484 vertrok de familie Luder al naar Mansfeld waar zijn vader belangen had in de mijnbouw en de koperindustrie.

### Geschiedenis van het huis
Het vijftiende-eeuwse huis heeft een typisch Frankische plattegrond. Het pand is bijna vierkant en in twee stukken verdeeld. Het smalste gedeelte is de deel, terwijl in het bredere deel een grote kamer, een kleine kamer en een keuken zonder schoorsteen liggen.
Bij een stadsbrand in 1689 werd het huis zwaar beschadigd. De toenmalige eigenaar liet het pand vervallen, waarop het stadsbestuur zelf het pand liet restaureren met giften die uit het hele Duitse Rijk waren binnen gekomen. In 1693 werd hier een gedenkplaats geopend voor Maarten Luther en de Reformatie. Luthers geboortehuis behoort daardoor tot de oudste musea in het Duitse taalgebied. Boven de hoofdingang werd een reliëf van Luther geplaatst en de begane grond werd bestemd tot gratis armenschool. Op de bovenverdieping werd de zg. "mooie kamer" ingericht, waarin feesten konden plaatsvinden en waar wekelijks de aalmoezen onder de armen van de stad werden verdeeld. De zaal is versierd met levensgrote schilderijen van Luther, Melanchthon en de vorsten die vanaf de Reformatie het Keurvorstendom Saksen hadden geregeerd. Op het plafond werd een wolkenlucht geschilderd.
In 1817 kreeg, ter gelegenheid van 300 jaar Reformatie, de armenschool - die inmiddels Lutherschool genoemd was - een eigen gebouw, direct naast de gedenkplaats. Het nieuwe gebouw was een gift van koning Frederik Willem III van Pruisen. Desondanks werd het geboortehuis nog tot 1840 gebruikt voor het geven van lessen.
In 1867 werd het aansluitende huis afgebroken. Hierdoor kwam er ruimte voor een tuin, die werd omsloten door een gotiserende muur met pergola. In 1883 werd hier een buste van Luther geplaatst. Dit borstbeeld is een ijzeren replica van het beeld dat Johann Gottfried Schadow had gemaakt voor het Luthermonument uit 1821 in Wittenberg.
Sinds 1997 worden het geboortehuis en de school beheerd door de Stiftung Luthergedenkstätten in Sachsen-Anhalt. Deze gaf opdracht tot een omvangrijke restauratie en sanering van de panden, die van 2005 tot 2007 plaatsvond. Hierbij werden alle vreemde elementen en voorzieningen verwijderd. Het aangrenzende woonhuis werd aangekocht en bij het museum getrokken. Tussen deze panden en de armenschool werd naar een ontwerp van de architect Jörg Springer een moderne verbinding gebouwd. Door alle veranderingen nam de museumruimte toe van 500 tot 700 m². De verbouwingen werden beloond met een architectuurprijs.

## Museum
De vaste opstelling van het museum heeft als titel Von daher bin ich - Martin Luther und Eisleben (Daar kom ik vandaan - Maarten Luther en Eisleben). Het accent ligt op de familie van de reformator. Speciale aandacht wordt besteed aan de mijnbouwactiviteiten van Luthers vader en aan de vroomheid van de Late Middeleeuwen. Ook staat er een doopsteen uit 1518 om Luthers belangrijkste band met Eisleben te onderstrepen, hoewel hij niet met water uit deze steen is gedoopt.

## Voetnoten
1. ↑  Stiftung Luthergedenkstätten in Sachsen-Anhalt, Stiftung Luthergedenkstätten in Sachsen-Anhalt (brochure, ca. 2007).
2. ↑  MDR FIGARO: „Architekturpreis für Luthermuseum in Eisleben“, 15.01.2008
3. ↑  Stiftung Luthergedenkstätten in Sachsen-Anhalt, Sendbrief 08.

- Gemeinsame Normdatei: 7607067-0
- Virtual International Authority File: 235261835
- WorldCat: E39PBJf49tYkXRPJQBmgYppF8C